# Mike Trésor Ndayishimiye
Mike Trésor Ndayishimiye (ur. 28 maja 1999 w Lembeek) – belgijski piłkarz grający na pozycji ofensywnego pomocnika w angielskim klubie Burnley, do którego jest wypożyczony z KRC Genk.

## Kariera klubowa
Swoją karierę piłkarską Ndayishimiye rozpoczynał w juniorach takich klubów jak: KFC Avenir Lembeek (2005-2006), AFC Tubize (2006-2013) i RSC Anderlecht (2013-2018). Następnie w 2018 roku został zawodnikiem holenderskiego NEC Nijmegen. 21 września 2018 zadebiutował w jego barwach w Eerste divisie w wygranym 3:2 wyjazdowym meczu z Helmond Sport.
W 2019 roku Ndayishimiye został wypożyczony do grającego w Eredivisie, Willema II Tilburg. Swój debiut w nim zaliczył 15 września 2019 w przegranym 1:4 wyjazdowym meczu z Heraclesem Almelo. 1 lipca 2020 został wykupiony przez Willem II za 0,5 miliona euro. W klubie tym grał do 2021 roku.
7 lipca 2021 Ndayishimiye przeszedł do KRC Genk za kwotę 3,5 miliona euro. W Genku swój debiut zanotował 23 lipca 2021 w zremisowanym 1:1 wyjazdowym meczu ze Standardem Liège.
| Sezon   | Klub              | Kraj     | Rozgrywki      | Mecze | Gole |
| ------- | ----------------- | -------- | -------------- | ----- | ---- |
| 2018/19 | NEC Nijmegen      | Holandia | Eerste divisie | 23    | 6    |
| 2019/20 | NEC Nijmegen      | Holandia | Eerste divisie | 2     | 0    |
| 2019/20 | Willem II Tilburg | Holandia | Eredivisie     | 20    | 5    |
| 2020/21 | Willem II Tilburg | Holandia | Eredivisie     | 34    | 4    |

## Kariera reprezentacyjna
Ndayishimiye występował w młodzieżowych reprezentacjach Belgii na różnych szczeblach wiekowych: U-17, U-18, U-19 i U-21.